# Archaeological Institute of America
L'Archaeological Institute of America (in italiano Istituto Archeologico d'America) è un'organizzazione non lucrativa statunitense, che ha come scopo la promozione dell'archeologia e la conservazione dei siti archeologici. La sua sede si trova presso l'Università di Boston.
L'Istituto venne fondato nel 1879, e riconosciuto dal Congresso degli Stati Uniti nel 1906. Dal 1897 pubblica la rivista scientifica American Journal of Archaeology e dal 1948 pubblica anche la rivista Archaeology.
L'attore Harrison Ford, che ha interpretato il personaggio dell'archeologo Indiana Jones, dal 2008 è stato nominato general trustee nel consiglio di amministrazione dell'istituto.

## Presidenti dell'istituto
- 1879-1890: Charles Eliot Norton